# Forces armées révolutionnaires du Sahara
Pour les articles homonymes, voir FARS.
Les forces armées révolutionnaires du Sahara (FARS) est un groupe armé toubou formé dans les années 1990 au Niger.

## Historique
Les forces armées révolutionnaires du Sahara sont formées dans les années 1990. Menées par Barka Wardougou, elles réclament le développement des régions des provinces de Kawar et Manga, situées dans les régions d'Agadez et Diffa, et prennent part à une rébellion contre le Niger. Le mouvement dépose les armes en 1997, lors de l'accord d'Alger,,. 
Les FARS ont par ailleurs enlevé en août 2006 deux touristes italiens.